# 山村才助
山村 才助（やまむら さいすけ、明和7年（1770年）- 文化4年9月19日（1807年10月20日））は、江戸時代後期の地理学者。父は土浦藩士の山村昌茂（司）、母はまき。才助は通称で、名は昌永、字は子明、号に夢遊道人。

## 略歴

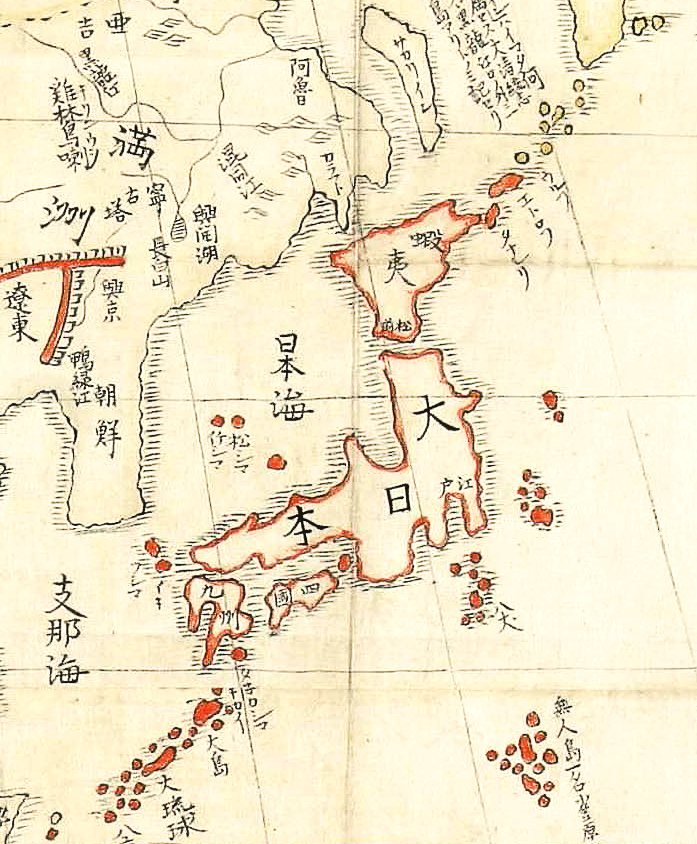
山村才助『華夷一覧図』（1806年）
国立公文書館所蔵

江戸に生まれる。幼少から地理学を好み、寛政元年（1789年）、母方の叔父市河寛斎の紹介により大槻玄沢の芝蘭堂に入門した。塾内では「玄沢四天王」のひとりとされ、蘭学者番付では西関脇となっている。
かれは蘭学者としては唯一、世界地理や西洋史を研究した人物で、享和2年（1802年）にはオランダ語地理書から訳出し、新井白石著の『采覧異言』に訂正・補足を施し、総合世界地理書『訂正増訳采覧異言』としてまとめた。これは、18世紀の日本の世界地理書の総決算というべきものであり、文化元年（1804年）には師の大槻玄沢および江戸幕府に献上し、他方、幕命により『魯西亜国志』をまとめた。白石『采覧異言』は刊行されなかったものの、写本のかたちで流布しており、才助はこれに東西の地理書を収集・翻訳するとともに、当時の日本における地理情報も参照して『訂正増訳采覧異言』を完成させた。この業績は、平田篤胤、豊田天功、渡辺崋山、吉田松陰など各方面において、その世界認識に大きな影響をおよぼした。
こののち、訳稿である『新訳東西游記』などを著した。ほか、明代のイエズス会士ジュリオ・アレーニ（艾儒略）による地理書『職方外記』を検証した『明儒翻訳万国図説考証』、同門の橋本宗吉の誤りを訂正した『喎蘭新訳地理全図』などがある。38歳で死去。写本を通じて幕末期知識人の海外知識に関する情報源となったものの著作は生前に公刊されず、没後公刊された著作は、一般受けする内容の『西洋雑記』の他に剽窃本『海外人物輯』、『改正海外諸島図説』にとどまる。
大正4年（1915年）、従五位を追贈された。